# Federico Ribes Ponsoda
Federico Ribes Ponsoda, (Benimantell, 1952 – Madrid, 25 de juny de 2017) va ser un director de fotografia valencià.
De petit es va traslladar a Alacant, on de jovenet ja s'apassionà per la fotografia, i començà amb retrats a amics i familiars de manera amateur. El 1971 es trasllada a Barcelona per a estudiar fotografia a l'Escola Elisava i a l'Escola de Mitjans Audiovisuals de Barcelona (EMAV), on es va especialitzar en imatge fotogràfica i es declara admirador de les tècniques de Vittorio Storaro. El gener de 1977 es trasllada a Madrid per estudiar Ciències de la Informació en la Universitat Complutense, però deixa els estudis quan a través d'una amiga participa com a meritori en el rodatge de Las truchas (1978), de José Luis García Sánchez, a la que seguiria com a foto fixa el 1980 Pepi, Luci, Bom y otras chicas del montón de Pedro Almodóvar. A partir d'aleshores va començar a treballar en l'empresa audiovisual de Ricardo Saenz de Heredia, amb la que realitzarà tota mena de projectes audiovisuals en publicitat, pel·lícules institucionals, espots, documentals i sèries televisives, compaginades amb llargmetratges cinematogràfics. El 2002 va fundar amb Jesús Mora la productora Zeta Films i va produir unes cinc pel·lícules.

## Filmografia (selecció)
- Héctor, el estigma del miedo (1984)
- Quimera (1986)
- La guerra de los locos (1987)
- Soldadito español (1988)
- El río que nos lleva (1989)
- Crónicas del mal (5 episodis, 1992-1993)
- À la recherche du mari de ma femme (1993)
- Una casa en las afueras (1995)
- Yoyes (2000)
- Código natural (2000)
- Extranjeras (2003)
- Viure sense por (2005)
- Perquè ningú oblidi el teu nom (2007)
- Malamuerte (2009)
- Cuéntame cómo pasó (3 episodis, 2010)
- Los muertos no se tocan, nene (2011)
- En fuera de juego (2012)
- El Príncipe (2014-2016)

## Premis
- Premi a la millor fotografia del Festival de Màlaga  de 2000 per Código natural.[4]
- Premi a la millor fotografia de Mostra Cinema Valencià a la XXX edició de la Mostra de València[5]